# Henry U. Johnson

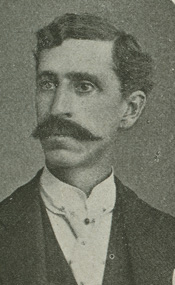
Henry U. Johnson

Henry Underwood Johnson (* 28. Oktober 1850 in Cambridge City, Wayne County, Indiana; † 4. Juni 1939 in Richmond, Indiana) war ein US-amerikanischer Politiker. Zwischen 1891 und 1899 vertrat er den Bundesstaat Indiana im US-Repräsentantenhaus.

## Werdegang
Henry Johnson besuchte das Centerville Collegiate Institute und das Earlham College in Richmond. Nach einem anschließenden Jurastudium und seiner im Jahr 1872 erfolgten Zulassung als Rechtsanwalt begann er in Centerville in diesem Beruf zu arbeiten. Im Jahr 1876 verlegte er seinen Wohnsitz und seine Anwaltskanzlei nach Richmond. Zwischen 1876 und 1880 fungierte Johnson als Staatsanwalt im Wayne County. Politisch war er Mitglied der Republikanischen Partei. Zwischen 1887 und 1889 gehörte er dem Senat von Indiana an.
Bei den Kongresswahlen des Jahres 1890 wurde Johnson im sechsten Wahlbezirk seines Staates in das US-Repräsentantenhaus in Washington, D.C. gewählt, wo er am 4. März 1891 die Nachfolge von Thomas M. Browne antrat. Nach drei Wiederwahlen konnte er bis zum 3. März 1899 vier Legislaturperioden im Kongress absolvieren. In diese Zeit fiel der Spanisch-Amerikanische Krieg von 1898. Ab 1895 war Johnson Vorsitzender des zweiten Wahlausschusses (Committee on Elections No. 2). Im Jahr 1898 verzichtete er auf eine erneute Kandidatur.
Nach seinem Ausscheiden aus dem US-Repräsentantenhaus wechselte Henry Johnson zur Demokratischen Partei. In den Jahren 1899 und 1900 praktizierte er in St. Louis (Missouri) als Rechtsanwalt. Danach kehrte er nach Richmond zurück, wo er seine juristische Tätigkeit fortsetzte. Politisch ist er bis zu seinem Tod am 4. Juni 1939 nicht mehr in Erscheinung getreten.